# Acid valeric
Acidul valeric (denumit și acid pentanoic) este acidul carboxilic care are formula moleculara C5H10O2 și formula chimică CH3-(CH2)3-COOH. Denumirea sa provine de la faptul că se regăsește în specia Valeriana officinalis (valeriană).